# 나가사와촌 (니가타현 미나미칸바라군)
나가사와촌(長沢村)은 니가타현 미나미칸바라군에 있던 촌이다.

## 역사
- 1889년 4월 1일 - 정촌제 시행에 수반해 미나미칸바라군 나가사와촌이 성립하였다.
- 1955년 3월 31일 - 나가사와촌, 모리마치촌, 가토게촌이 합병해 미나미칸바라군 시타다촌이 성립하였다.

## 교통

### 철도
- 일본국유철도 (현 동일본 여객철도)
  - 야히코선

## 참고문헌
- 『市町村名変遷辞典』東京堂出版、1990年。